# Love (AAAの曲)
『Love』（ラブ）は、AAAの39枚目のシングル。2014年2月26日にavex traxから発売された。

## 概要
- 前作『恋音と雨空』から約5か月での発売となる。
- ジャケットA、B、mu-moショップ限定盤の3形態で発売。
- 初回限定封入特典（3形態共通）には、8種中1種のトレーディングカードが封入される。
- 表題曲「Love」は、日本赤十字社平成26年はたちの献血キャンペーンソング[1]。『AAA浦田直也のいけ!浦田直也』で初披露された。
- 「恋音と雨空 (Orchestra Version)」は新たにレコーティングをし、オーケストラの演奏に乗せて歌い直ししている。
- シングルに表題曲以外の新曲（両A面曲、カップリング曲）が収録されないのは、16枚目のシングル『Red Soul』以来約6年ぶりである。
- 2021年に発売されたメンバーの宇野実彩子のソロアルバム『Sweet Hug』に「Love」をカバーしたものが収録された[2]。

## ミュージック・ビデオ
表題曲の「Love」のミュージック・ビデオが制作され、撮影はAAA初となる初となるワンカットで行われた。

## We Love AAA展
- シングルリリースを記念して、渋谷パルコパート1の3階パルコミュージアムにて、2014年2月28日から3月17日まで期間限定で、AAAメンバーとえ〜パンダの展覧会『We Love AAA展』が開催された[3]。
- 「Love」ミュージックビデオ再現セット
- ジャケット写真で実際に使用したハートセットの実物フォトスポット
- ミュージックビデオ・ジャケット写真撮影時のオフショットギャラリー
- え〜パンダ神社 - え〜パンダが「七福え〜パンダ」となり、「恋愛」「美」「金運」「仕事運」「学業」「健康」「安全」の中からひとつ選んで、チケットカウンターで渡される「願い事用紙」に願いごとを書いて祈願箱に入れ、祈願することができるというもの。イベント終了後に、都内の某神社にて祈願された。
- 『第55回日本レコード大賞』(2月28日 - 3月8日）と『第64回NHK紅白歌合戦』（3月9日 - 3月17日）で着用した衣装展示・会場限定グッズ販売などとなっている。

## 収録内容
全Rap詞：Mitsuhiro Hidaka

### ジャケットA
CD
1. Love [5:35]
（作曲・作詞：多胡邦夫 / 編曲：ats-）
2. 恋音と雨空 (Orchestra Version) [6:03]
（作曲・作詞：岡村洋佑）
3. Love (Instrumental) [5:33]

DVD
1. Love (Music Clip)
2. Love (Music Clip Making)

### ジャケットB
CD
1. Love [5:35]
2. 恋音と雨空 (Orchestra Version) [6:05]
3. AAA 2013 Single Medley (Miss you - PARTY IT UP - Love Is In The Air - 恋音と雨空) [8:25]
4. Love (Instrumental) [5:33]

### mu-moショップ限定盤
CD
1. Love
2. 恋音と雨空 (Orchestra Version)
3. Think about AAA 8th Anniversary〜season 31〜
4. Think about AAA 8th Anniversary〜season 32〜

## タイアップ
| 曲名 | タイアップ                                           |
| ---- | ---------------------------------------------------- |
| Love | 日本赤十字社社平成26年はたちの献血キャンペーンソング |